# 太平洋蓝
太平洋蓝（英語：Pacific Blue，缩写PB，化学名：3-羧基-6,8-二氟-7-羟基香豆素，3-carboxy-6,8-difluoro-7-hydroxycoumarin）是一种有机化合物，分子式C10H4F2O5，在细胞生物学中用作荧光染料。其激发峰为401nm，发射峰为452nm。与没有被氟原子取代的7-羟基香豆素-3-甲酸（pKa=7.0）相比，太平洋蓝（pKa=3.7）的酸性更强，使其荧光在生理条件下更稳定。